# Седнин, Николай Николаевич
Николай Николаевич Седнин (род. 25 декабря 1968, Измаил) — российский художник, писатель, искусствовед, общественный деятель. Генеральный директор Профессионального союза художников России (2013—2018), академик Российской академии художественной критики (2013), председатель редакционного совета национальной премии «ЭЛИТАРХ» (2013), председатель жюри международного конкурса «Искусство. Совершенство. Признание» (2015), главный художник-постановщик московского театра «Avalon Ars Terra» (2015), почётный деятель искусств России (2016), Почётный Президент Международной академии современных искусств (2019). Председатель Профессионального союза художников России (c 2020 года). Известен тем, что нарисовал первый ростовой портрет Путина.

## Биография
Родился 25 декабря 1968 года в городе Измаил (Украина). В 1974 году увлекся рисованием, и в 1979 году стал участником первой большой выставки. В 1984 году оставил школу города Измаила, где спустя годы открыта музейная экспозиция, посвящённая творчеству художника, и уехал в Ленинград учиться искусству. 
С 1987 по 1991 год обучался в Одесском художественном училище им. Грекова. Спустя несколько лет был избран в Правление Художественного Фонда Одессы.
С 1989 по 1992 год проводил художественный эксперимент, который завершился созданием поэтического сборника «Рисунки из слов» (Издательство «Версия», Одесса, 1996 год).
В 1998 году Николай Седнин переезжает в Россию и работает в Москве по настоящее время.
В 2012 году имя художника включено в международный интернет-проект Единого художественного рейтинга «Величайшие художники мира XVIII—XXI столетий».
В 2016 году начаты мировые продажи книги Энциклопедия «Артпараллели». Книга охватывает 30-летний период творчества Николая Седнина и является культурологической энциклопедией, основанной на сопоставлении артефактов и шедевров искусства различных эпох с произведениями мастера. Электронная версия виртуального музея, созданного на основе книги, доступна в 50 странах мира.

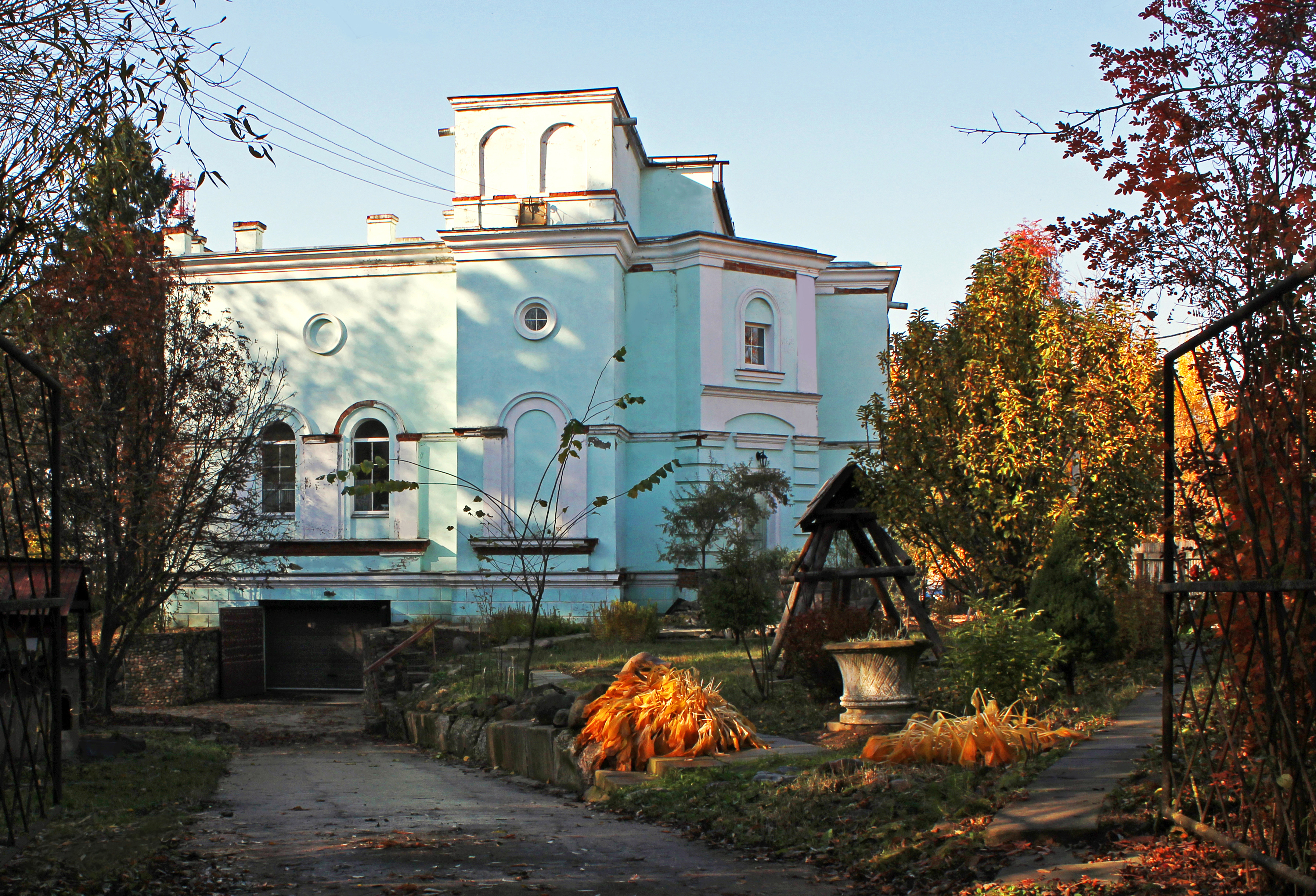
Дом-музей Седнина Н. Н.

В 2018 году было создано негосударственное учреждение культуры Московской области «ДОМ-МУЗЕЙ СЕДНИНА НИКОЛАЯ НИКОЛАЕВИЧА» Музей Николая Седнина представляет коллекцию экспонатов и мероприятия: выставки — авторские произведения живописи, графики и скульптуры в постоянно обновляемой экспозиции; презентации — открытия новых экспозиций произведений искусства; награждение в Музее лауреатов и дипломантов международного конкурса «Искусство. Совершенство. Признание»; Концертные выступления известных российских певцов, поэтов и композиторов; Мастер-Классы и показательные уроки по рисунку, живописи и композиции от известных российских художников; выступления и лекции в Музее известных российских искусствоведов. Музей проводит регулярные экскурсии для всех возрастных категорий.

## Художественное творчество

### Галерея

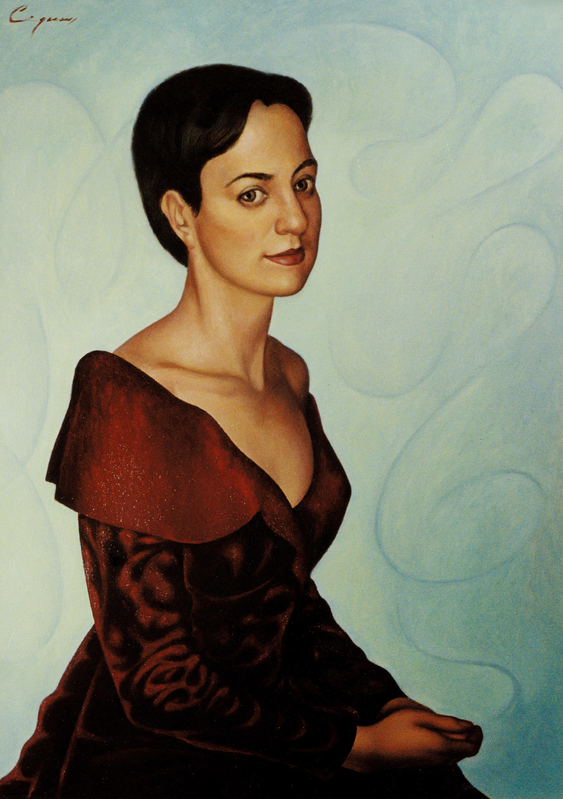
"Варвара". Николай Николаевич Седнин. 2000, 80?60 см.
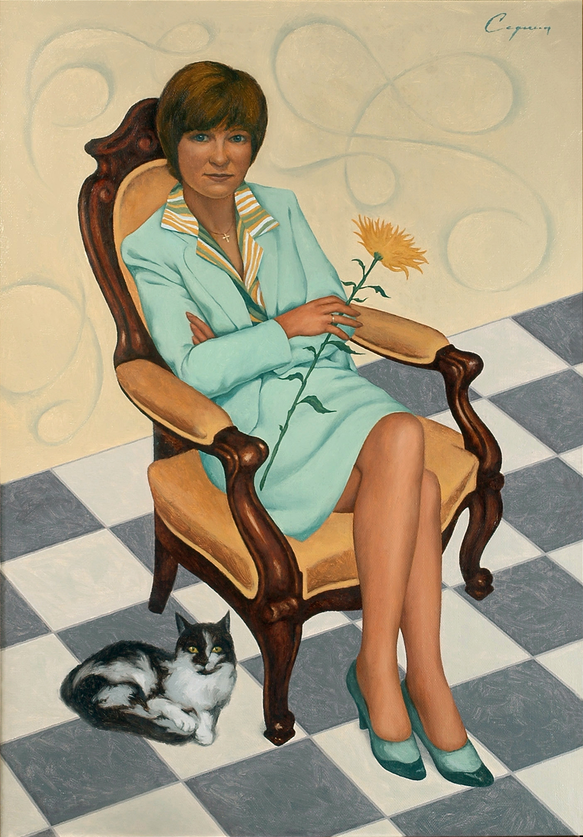
"Леди с хризантемой". Николай Николаевич Седнин. 2006, 100?70 см.
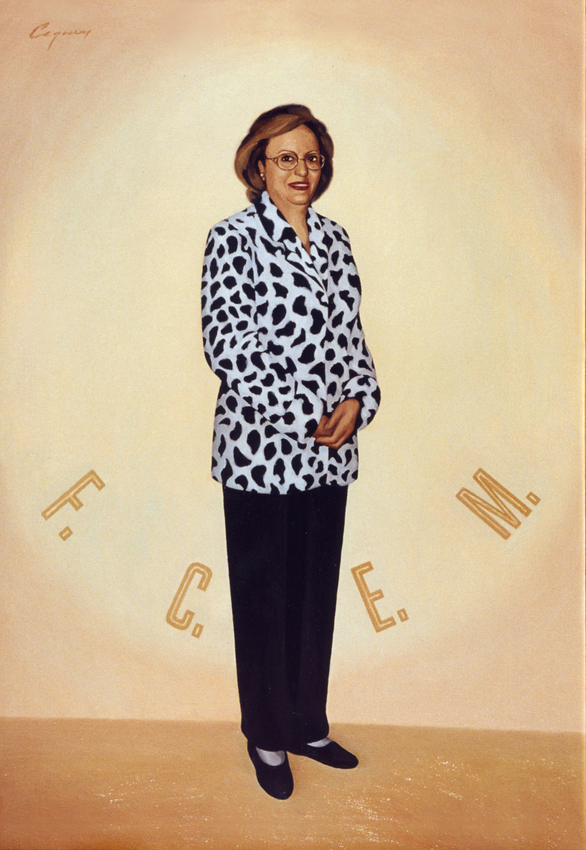
"Портрет Лейлы Хайат". Николай Николаевич Седнин. 2002, 100?70 см.
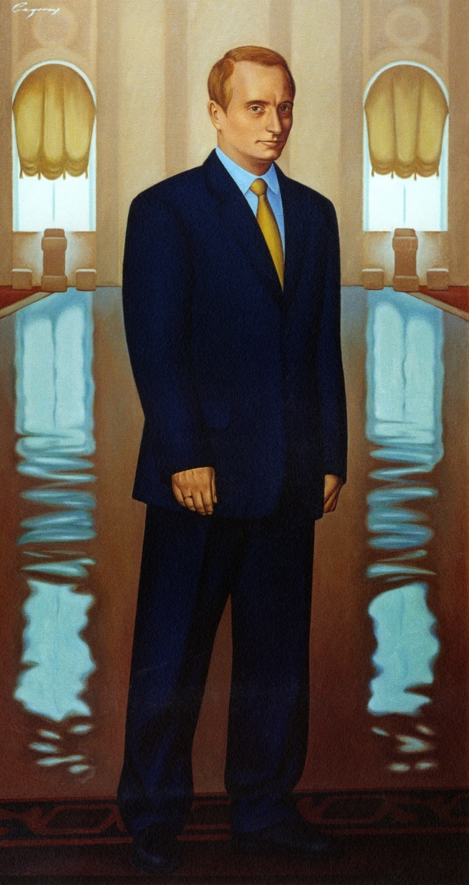
"Президент России Владимир Владимирович Путин". Николай Николаевич Седнин. 2000, 150?80 см.
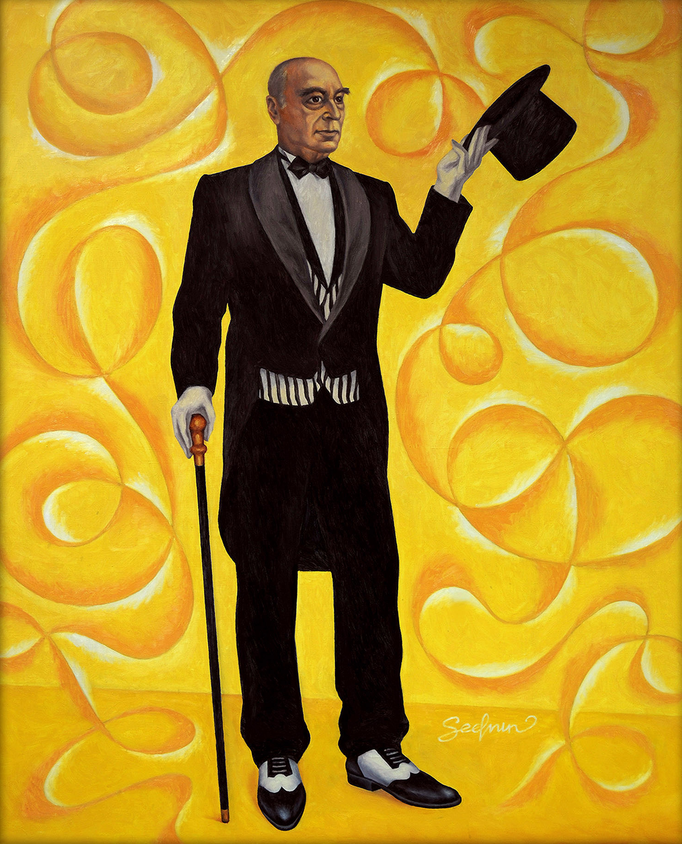
"Портрет Владимира Этуша". Николай Николаевич Седнин. 2012, 120?100 см.
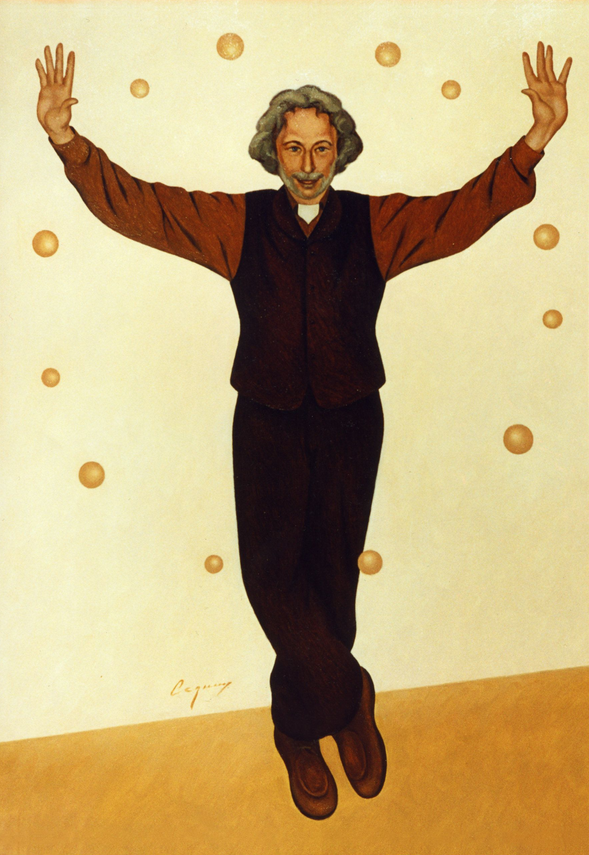
"Магия Пьера Ришара". Николай Николаевич Седнин. 2001, 100?70 см.
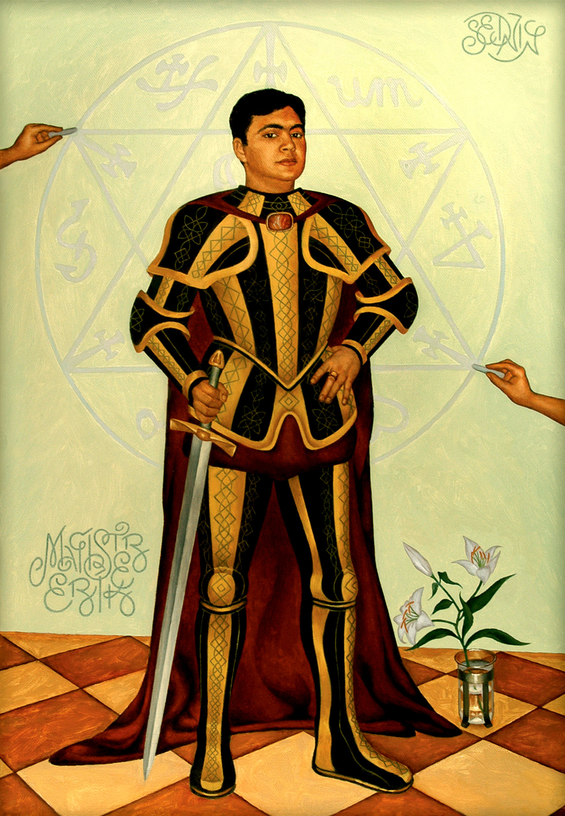
"Магистр Эрик". Николай Николаевич Седнин. 2006, 100?70 см.
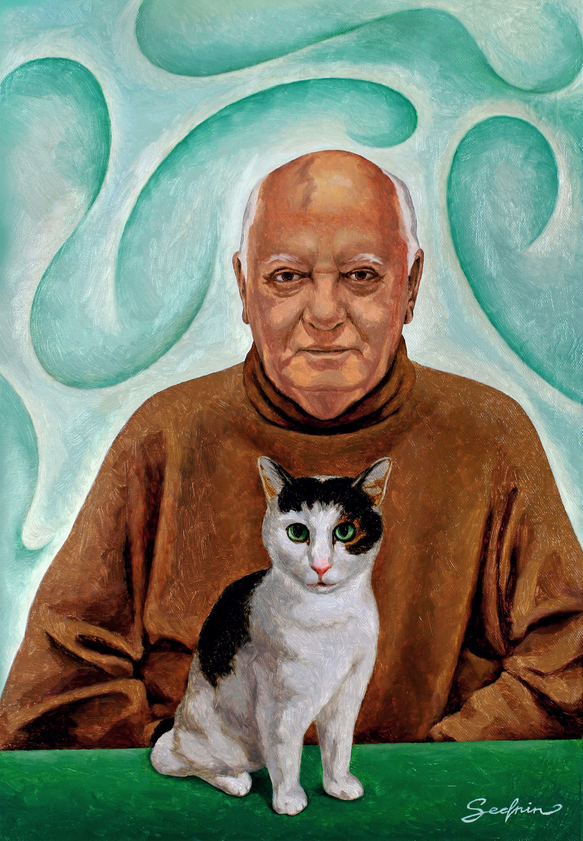
"Михаил Сергеевич Горбачёв и его любимый кот Вилли". Николай Николаевич Седнин. 2018, 100?70 см.
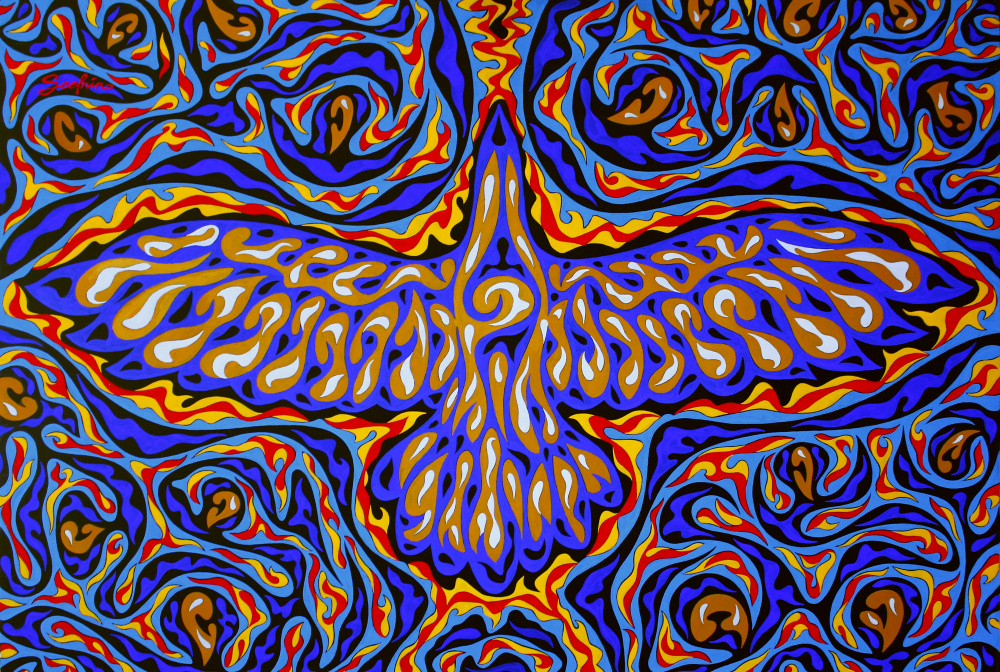
"Феникс". Николай Седнин. 2018, картон, темпера, 100?140 см.
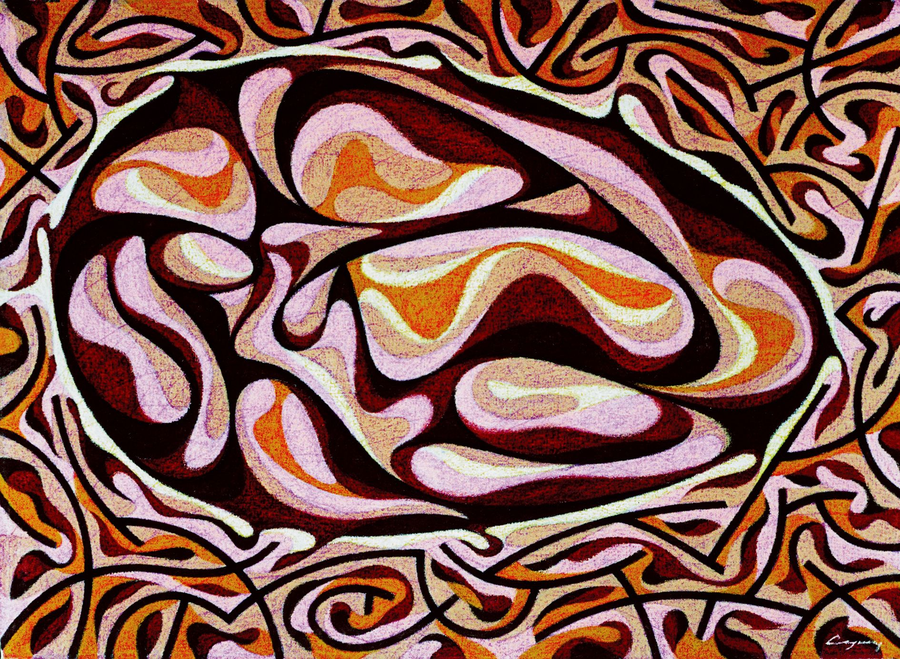
"Сотворение". Николай Седнин. 1999, масло, холст, 70?100 см.

## Творчество
В 1994 году Николай впервые приехал в Москву для участия в крупном арт-проекте «Мистическая Реальность». Эта выставка стала поворотным моментом в жизни художника. Творчество Николая было отмечено известными специалистами, в числе которых оказался заведующий отделом современной живописи Государственной Третьяковской галереи Станислав Иваницкий и, в 1996 году Художественным Советом ГТГ Николаю Седнину было предоставлено право на открытие в этом музее персональной выставки. «Николай Седнин действительно многолик. Тугим узлом связывает он, казалось бы, непримиримые начала — импульсивный артистизм и рациональную выверенность, элементы экспрессивной абстракции с предметно проявленными изображениями», — отметил в каталоге выставки Станислав Иваницкий.
Работа над заказными живописными портретами начата после переезда художника в Москву. В 2000 году Николай Седнин — автор первого ростового портрета Президента Российской Федерации Владимира Путина.
В течение последующих лет художник выполняет заказы на портреты известных деятелей политики, бизнеса и культуры, знакомится с Президентом Фонда поддержки социальных образовательных и культурных программ «Ардена» Татьяной Панич, французским киноактёром [Ришар, Пьер|Пьером Ришаром], Народным артистом России [Этуш, Владимир Абрамович|Владимиром Этушем], выдающимся модельером [Карден, Пьер|Пьером Карденом], Президентом Всемирной ассоциации женщин-предпринимателей Лейлой Хайят. 
В 2002 году в Государственной Думе РФ произведения из цикла «Портреты» представлены в проекте «Ди-Арт — искусство XXI столетия». В 2001 году под патронажем Ассоциации Искусствоведов издан альбом «Ди-Арт — искусство XXI столетия». Результаты программы были представлены в 2002 году в Государственной Думе РФ, где состоялась выставка художника и его учеников..
В 2012 году портрет Владимира Этуша «Великий Иллюзионист» экспонируется в рамках международного арт-проекта галереи «Ардена» «Шедевры будущего и настоящего. Произведения выдающихся современных художников и антикварная живопись XVIII—XX века». 
С 2002 года Николай Седнин занимается фотографией в созданной им Компании «Седнин Студио». Красота образов женского тела нашла отражение в циклах его фотокомпозиций «Кокон», «Клетка», «Мистические Сестры».
В 2011 году в Париже, на крупнейшем в Европе конкурсе «PX3 PRIX DE LA PHOTOGRAPHIE PARIS» фотокомпозиции из цикла «Клетка» награждены двумя золотыми медалями в номинациях «Fine Art/Nudes — Professional» и «People’s Choice Awards». В 2012 году произведения из этого цикла награждены на конкурсе мирового фотографического «Оскара» золотой медалью Gold Medal Of Excellence «Trierenberg Super Circuit».
Среди поэтических учителей и вдохновителей Николай Седнин называет Сыкун Ту, Уолта Уитмена, Велемира Хлебникова. Основатель авторского стиля «Гелиографика»,

## Литературное творчество
Книги Николая Седнина награждены литературными премиями Союза писателей России: золотой медалью и премией «Литературный Олимп», медалью А. С. Пушкина , Литературной премией «За верность слову и делу», Орденом «М. Ю. Лермонтов», наградами союза писателей баталистов России: медалью «Генералиссимус А. В. Суворов» и медалью «Генерал М. Д. Скобелев». В 2019 году Межрегиональная  общественная организация патриотического воспитания «Гражданское общество» присвоила Седнину звание «Народный писатель России».
Книги и энциклопедии:
- «Рисунки из слов» (Поэтический сборник).1996 г.[27][28]

- «Евангелие от художника» (Сборник авторских цитат). 2005 г.[29]

- «Элитарх» (Энциклопедия архитектуры). 2011—2013 гг.[30]

- «Артпараллели» (Энциклопедия артефактов). 2013—2016 гг.[31]

- «БДСМ как искусство» (Театр тайных желаний). 2015 г.[32]

- «Рецепты ресторатора Жоры» (Энциклопедия кулинарии). 2016 г.[33]

- «Великий путь океана» (Страницы из дневников). 2017 г.[34]

- «Рисунки из событий» (Рассказы о жизни в искусстве).2019 г.[35]

## Награды

### Профессиональные награды
— Награжден золотой медалью международного конкурса изобразительных искусств «NEW YORK REALISM» в номинации «Портрет». Нью-Йорк, США (2019 г.);
— Награждён золотой медалью Профессионального союза художников России за цикл «Портретная гелиографика». Москва, Россия (2018 г.);
— Награждён золотой медалью Союза писателей России и премией «Литературный Олимп» за создание поэтического сборника «Рисунки из слов». Москва, Россия (2018 г.);
— Награждён литературной премией Союза писателей России «За верность слову и делу» и медалью имени А.C.Пушкина. Москва, Россия (2016 г.);
— Награждён литературной премией «Герой нашего времени» и Орденом М. Ю. Лермонтова. Москва, Россия (2016 г.);
— Награждён золотой медалью GOLD MEDAL OF EXCELLENCE международного конкурса фотоискусства «Trierenberg Super Circuit», Австрия (2012 г.);
— Награждён почётной премией «INTERNATIONAL SALON OF PHOTOGRAPHY NOVI SAD», Сербия (2012 г.);
— Награждён почётной премией FIAP в номинации Nudes «INTERNATIONAL SALON OF PHOTOGRAPHY», «WOMEN», Сербия (2012 г.);
— Награждён бронзовой медалью международного салона FIAP в номинации Color «INTERNATIONAL SALON OF PHOTOGRAPHY NOVI SAD», Сербия (2011 г.);
— Награждён специальным призом международного салона FIAF «XVI INTERNATIONAL PHOTOGRAPHIC COMPETITION», Сан-Бенедетто-дель-Тронто, Италия (2011 г.);
— Награждён золотой медалью в номинации Fine Art/Nudes — Professional. Фотоконкурс «PX3 PRIX DE LA PHOTOGRAPHIE PARIS», Париж, Франция (2011 г.);
— Награждён бронзовой медалью в номинации Fine Art — Professional. Фотоконкурс «PX3 PRIX DE LA PHOTOGRAPHIE PARIS», Париж, Франция (2011 г.);
— Награждён золотой медалью в номинации People’s Choice Awards. Фотоконкурс «PX3 PRIX DE LA PHOTOGRAPHIE PARIS», Париж, Франция (2011 г.);
— Награждён серебряной медалью в номинации Fine Art — Professional. Фотоконкурс «PX3 PRIX DE LA PHOTOGRAPHIE PARIS», Париж, Франция (2011 г.);
— Награждён серебряной медалью FIAP в номинации Nudes «1st INTERNATIONAL SALON OF PHOTOGRAPHY NOVI SAD», Сербия (2011 г.);
— Награждён почётной премией INTERNATIONAL PHOTOGRAPHY AWARDS. «SMEDEREVO», Сербия (2011 г.);
— Победитель международного проекта «Photokonkurs», Иерусалим, Израиль (2011 г.);
— Лауреат фотоконкурса «The Worldwide Photography Gala Awards», Лондон, Великобритания (2011 г.);
— Награждён почётной премией INTERNATIONAL PHOTOSHOW «BLACK AND WHITE SPIDER AWARDS», Лос-Анджелес, США (2011 г.);
— Лауреат Второго Международного Фотопроекта «Суперконкурс 2010», «Photokaravan», Москва, Россия (2011 г.);
— Награждён почётной премией «INTERNATIONAL PHOTOGRAPHY AWARDS», Лос-Анджелес, США (2011 г.);
— Лауреат INTERNATIONAL PHOTOGRAPHY COMPETITION «Photoawards», Москва, Россия (2010 г.);
— Лауреат международного конкурса «Чёрно-белое НЮ», «Фотоконкурс.ру», Москва, Россия (2010 г.);
— Лауреат международного конкурса «Photoconcept», Новосибирск, Россия (2010 г.);
— Победитель всероссийского конкурса Академии фотографии в номинации «Фотоарт», Томск, Россия (2010 г.);
— Награждён золотой медалью в номинации «Свадебный фотоарт» INTERNATIONAL PHOTOGRAPHY COMPETITION «Photoawards» Москва, Россия, (2010 г.);
— Лауреат международного конкурса «Мир сказки», «Фотоконкурс.ру», Москва, Россия (2010 г.);
— Лауреат Российской международной недели искусств, Москва, Россия (2010 г.);
— Награждён золотой медалью в номинации «Коллаж» INTERNATIONAL PHOTOGRAPHY COMPETITION «Photoawards», Москва, Россия (2010 г.);
— Победитель фотоконкурса журнала «Клео» в номинации «НЮ», Москва, Россия (2010 г.);
— Победитель международного конкурса «Photokaravan», Москва, Россия (2010 г.);
— Победитель международного конкурса «Digital Art Contest», Таллин, Эстония (2009 г.);
— Победитель фотоконкурса «Best of Russia» в номинации «Стиль» по итогам интернет-голосования, Москва, Россия (2009 г.);
— Победитель конкурса INTERNATIONAL PHOTOGRAPHY COMPETITION «Photoawards», Москва, Россия (2009 г.);
— Лауреат фотоконкурса «Photography Masters Cup», Лондон, Великобритания (2009 г.);
— Победитель Первого международного конкурса художественной фотографии, Кишинев, Молдавия (2009 г.);
— Победитель международного проекта «Photokonkurs», Иерусалим, Израиль (2008 г.);
— Награждён серебряной медалью международного конкурса «Magic Of Photo», Калининград, Россия (2005 г.);
— Лауреат международного проекта «EroticArt», Иерусалим, Израиль (2004 г.);
— Лауреат международного конкурса «Illustrators of the Future Contest», Лос-Анджелес, США (1998 г.).
Также награждён многочисленными общественными наградами.

## Выставки
2018
— Московская область, Дом-Музей Николая Седнина. В постоянной экспозиции музея находится более 500 произведений живописи, графики, фотоискусства и скульптуры.
2017
— Бостон, США, Бостонский Университет, международная выставка графики.
— Москва, Фонд славянской письменности и культуры, благотворительный аукцион в пользу духовно-социального центра «Неопалимая Купина».
— Москва, Культурный Центр Вооружённых Сил РФ им. М. В. Фрунзе, персональная выставка.
2016
— Москва, Фонд славянской письменности и культуры, благотворительный аукцион в пользу строительства детского дома Николо-Перервинской обители.
— Москва, «Президент-Отель», «Большой Петровский зал», персональная выставка.
— Нови Сад, Сербия, Photo Club NOVI SAD. Выставка лауреатов Международного салона современного фотоискусства.
2015
— Москва, «Президент-Отель», «Красный зал», персональная выставка.
— Москва, «Библио-Глобус», персональная выставка.
— Кадаквэс, Испания, Галерея " Форт Таллер ", международная выставка графики.
2014
— Москва, Галерея «Ардена», выставка «Весенний экспромт».
— Москва, Фонд славянской письменности и культуры, благотворительный аукцион в помощь художникам Крыма.
— Москва, «Президент-Отель», «Белый зал», персональная выставка.
2013
— Москва, Фонд славянской письменности и культуры, благотворительный аукцион в пользу строительства детского дома Николо-Перервинской обители.
— Бостон, США, Бостонский Университет, международная выставка графики.
— Москва, Галерея «Ардена», выставка «Зимний экспромт».
2012
— Москва, Клуб «Rock House». Персональная выставка.
— Москва, Галерея «Ардена». Международный арт-проект «Шедевры будущего и настоящего» Произведения выдающихся современных художников и антикварная живопись XVIII—XX века.
— Нови Сад, Сербия, Photo Club NOVI SAD. Выставка лауреатов Международного салона современного фотоискусства.
— Линц, Австрия, Галерея «Trierenberg Super Circuit» Выставка лауреатов Международного салона современного фотоискусства.
2011
— Сан Бенедетто Дель Тронто, Италия, Галерея «Sambenedetesse». XVI Международная биеннале современного фотоискусства.
— Париж, Франция, Галерея «Dupon». Выставка победителей международного конкурса современного фотоискусства «PX3 PRIX DE LA PHOTOGRAPHIE PARIS».
— Нови Сад, Сербия, Photo Club NOVI SAD. Международный салон современного фотоискусства «Nudes».
— Измаил, Украина, Государственная картинная галерея. Национальный Союз художников Украины. «Наброски и зарисовки в творчестве художников Бессарабии».
2010
— Москва, Московский Дом Художника, Российская VII международная неделя искусств.
— Москва, Выставочный центр «Т-Модуль», IX Международная выставка X-Show.
— Москва, Клуб «Pacha-Moscow», персональная выставка. — Москва, Галерея «КИНО», выставка «АртПревью».
2009
— Москва, Фонд славянской письменности и культуры, выставка «Всё то, что чувствую душой» из собрания коллекционера Татьяны Панич.
— Москва, «Галерея тайных желаний», авторская персональная фотоэкспозиция.
— Измаил, Государственная картинная галерея. Ретроспектива, посвящённая открытию региональной организации Национального Союза художников Украины.
— Санкт-Петербург, V Международный фестиваль короткометражного кино и анимации ISAFF (International Short & Animation Film Festival) Open Cinema 2009.
2008
— Москва, Центральный Дом Актёра, персональная выставка.
— Москва, Галерея «Ардена», выставка «Зимний экспромт».
— Нью-Йорк, Городской Университет Нью-Йорка, Фестиваль документального кино и анимации.
2007
— Москва, Центральный Дом Художника, Х-й Международный Арт-Салон.
— Москва, Фонд славянской письменности и культуры, благотворительный аукцион в пользу строительства детского дома Николо-Перервинской обители.
2006
— Москва, Клуб " Европа-Азия ", персональная выставка.
— Москва, Клуб " Цирлих манирлих ", персональная выставка.
— Москва, Клуб " Зебра ", персональная выставка. — Москва, Клуб " ХО ", персональная выставка.
2005
— Москва, Центральный Дом Работников Искусств, персональная выставка
— Москва, Выставочный центр " Т-Модуль ", IV Международная выставка " Эрос-Москва ".
— Москва, Центральный Дом Художника, международный арт-проект " Cosmo-жажда жизни ".
— Мехико, Мексика, Национальный музей эстампов, международная выставка мини-принтов.
— Манизалес, Колумбия, Дворец изящных искусств, международная выставка графики.
— Токио, Япония, Галерея Университета Тама Арт, «Международная Триеннале печатной графики».
2004
— Москва, Всероссийский Выставочный Центр, III Международная выставка " Эрос-Москва ".
— Москва, Галерея " Ардена ", выставка «Из фондов галереи».
— Бостон, США, Бостонский Университет, международная выставка принтов.
— Вингфилд, Англия, Галерея «Форт Таллер», международный фестиваль искусств и музыки.
2003
— Москва, Галерея " Ардена ", ретроспективная персональная выставка.
— Москва, Всероссийский Фонд Образования, персональная выставка.
2002
— Москва, Государственная Дума России, ретроспективная персональная выставка.
— Москва, Галерея " Ди-Арт " выставка " Искусство ХХI столетия ".
— Одесса, Галерея " Амис ", выставка « Из частных коллекций».
— Москва, Центральный Дом Художника, международный Рождественский Арт-Салон.
2001
— Москва, Галерея " РусАрта ", персональная выставка.
— Москва, Ювелирная галерея " Диамель ", персональная выставка.
2000
— Москва, Посольство Государства Израиль, персональная выставка " Портреты ".
— Москва, Представительство компании " Русский ювелир ", персональная выставка.
1999
— Кадаквэс, Испания, Галерея «Форт Таллер», «XXIX Международная выставка графики».
— Москва, Салон « А-Тату», Персональная выставка.
— Бая, Румыния, Музей Флориана, Международная выставка «Карбунар».
— Лодзь, Польша, Городская картинная галерея, «I-я Международная выставка графики».
1998
— Киев, Украинский Дом, Международный Арт-фестиваль «Искусство Украины ХХ столетия».
— Одесса, Выставочный зал Союза Художников Украины, «Графика Одессы».
— Кадаквэс, Испания, Галерея «Форт Таллер», «Биенале печатной графики».
— Токио, Япония, Муниципальная галерея, «Международная выставка принтов».
— Лос-Анджелес, США, Международная выставка «Иллюстраторы будущего».
— Одесса, Государственный Литературный музей, «60-летию Союза Художников Украины».
— Москва, Российская Академия Финансов, выставка Творческого Союза Художников «Сенсус».
1997
— Канагава, Япония, Галерея Префектуры, «19-я международная выставка графики».
— Одесса, Выставочный зал Союза Художников Украины, «Мастера графики».
— Одесса, Муниципальный музей частных коллекций А. В. Блещунова «Рождественская звезда».
— Лесковац, Югославия, Национальная галерея, " Биенале графики ".
1996
— Москва, Галерея « Капучино», Персональная выставка " Пища для души ".
— Москва, Государственная Третьяковская Галерея, Персональная выставка. 
1995
— Измаил, Государственная Картинная Галерея, " Художники — 50-летию Победы ".
— Одесса, Музей Западного и Восточного искусства, " Художники Придунавья ".
— Киев, Центральный Дом Художников, Всеукраинская осенняя выставка.
— Киев, Государственный музей Т. Г. Шевченко, " Жемчужины сезона ".
1994
— Берн, Швейцария, Творческий Союз Художников " Сенсус " Рисунки для медитаций ".
— Москва, Центральный Дом Художников, " Мистическая реальность. Сальвадор Дали и русские художники мистического направления ".
1993
— Киев, Центральная научная библиотека Академии Наук Украины им. В. И. Вернадского, персональная выставка.
— Сумы, Всеукраинская весенняя выставка. — Киев, Центральный Дом Художника, " Живописная Украина ".
1992
— Донецк, Галерея " X ", персональная выставка " Таблица трансформаций ".
— Измаил, Государственная Картинная Галерея, " Художники Одессы ".
— Киев, Центральный Дом Художника, Всеукраинская осенняя выставка.
— Киев, Центральный Дом Художника, " Художник и книга ".
1991
— Одесса, Галерея « Декор», персональная выставка " Обнажённые ".
1990
— Одесса, Галерея « Декор», персональная выставка " Рисунки одной линией ".

## Телепередачи
— Николай Седнин о выставке Валентина Серова. Телеканал Москва 24. (2016 г.)
— Николай Седнин. «Жизненные начала», ТВ-Украина (2014 г.)
— Николай Седнин в программе «Революция Импрессионизма», Телеканал КУЛЬТУРА (2013 г.)
— Николай Седнин в программе «Искусство Цвета», Телеканал КУЛЬТУРА (2012 г.)
— Николай Седнин. «Многогранный Талант», ТВ-Украина (2010 г.)
— Николай Седнин в программе «Азбука Секса (недоступная ссылка)», Телеканал MTV (2009 г.)
— Церемония вручения премии «Звезда Театрала», Телеканал СТОЛИЦА (2008 г.)
— Николай Седнин награждает Зураба Церетели Орденом «Звезда Виртуоза». Российская академия художеств. 2020 г.
— Николай Седнин в гостях у журналиста Сергея Денисова. ТВ Эхо Измаила 2020 г.
— Николай Седнин в программе «Квадратная точка Казимира Малевича». Галерея «CRAFT». 2019 г.
— Николай Седнин в программе Сергея Попова «Не диалог о художниках». 2019 г.
— Николай Седнин в программе «Pro Искусство». Интервью для Телеканала «Mediametrics». 2017 г.
— Николай Седнин в авторской программе «Прогулка в музее». Русское искусство XII—XX вв. Телеканал КУЛЬТУРА. 2015 г.